# 송어
송어(松魚, 영어: trout)는 연어목 연어과에 속하는 냉수성 민물고기이다. Oncorhynchus masou 또는 아종인 Oncorhynchus masou masou(산천어)를 지칭할 때도 있다.

## 종류
송어, 무지개송어, 홍송어, 산천어 등이 있다. 대한민국은 온대성 기후로 다양한 온수성 어류들이 대부분 서식하나 송어류는 냉수성으로써 차고 깨끗한 1급수의 물에만 생활한다. 흔히 송어와 무지개송어를 같은 어종으로 보는 경우가 많으나, 이들은 완전히 다른 어종이다. 특히 우리의 토종 어류인 송어는 일명 시마연어(바다송어, 참송어)로 불리나 양식되지 않고, 거의 바다에서 생활하며, 동해안의 정치망에서도 잡힌다. 한국에서는 무지개처럼 아름다운 색을 가진 송어인 무지개송어를 사육하는데, 이는 어업 자원을 늘리기 위해 1965년 미국 캘리포니아에서 무지개송어 종란 1만개를 수입하여 강원도 평창에서 양식을 시작한 것에 기인한다.

## 체형
소나무 마디의 색과 비슷하다고 하여 송어라 불리게 되었으며, 등과 꼬리지느러미에 흑색 반점이 있는게 특징이다. 송어는 체형이 연어와 비슷하나 연어보다 몸이 굵고 둥글며, 약간 옆으로 납작한데다 주둥이는 무딘 편이다. 입은 크고 위턱이 아래턱보다 약간 길다. 눈은 크며 머리 앞부분에 있다. 기름지느러미는 아주 작고 뒷지느러미가 끝나는 지점에 있다.
몸길이 약 60cm이며 몸은 연어보다 둥글고 약간 두껍고 폭이 넓다. 빛깔은 성어의 경우 등쪽이 짙은 남빛이고 배쪽은 은백색이며, 옆구리에는 작은 암갈색의 반점이 있다. 어린 송어는 암녹황색 바탕에 옆줄에서 등 언저리까지 엷은 회색에 가까운 은색을 띤다. 주둥이는 연어보다 무디고, 눈 둘레는 검은 빛을 띠며 눈알에는 검은 반점이 흩어져 있다. 비늘은 둥근비늘이다.

## 삶
송어는 부화후 강에서 서식하다가 바다에 내려가 살다가 어미가 되어 강으로 되돌아와 산란기에 알을 낳고 일생을 마친다. 어릴적에는 민물에서 살다 어른이 되면 바다에 가는 연어와 달리 연해에서 생활한다. 겨울에서 봄으로 넘어가는 환절기에 한국의 동해안과 일본의 서해안에서 잡히는 송어는 그 지역 주민들에게 중요한 어업 대상이다. 연어보다 더 고급 어종이며 더 기름지다. 그래서 경상북도와 강원도의 동해안에서는 제수로 즉 제삿상에 올리는 음식을 만드는 데 많이 소비된다.
먹이는 동물성 플랑크톤·작은 물고기를 잡아먹는다. 어린 송어는 주로 무척추동물과 수생곤충을 먹으며, 다 자란 송어는 다른 물고기와 가재, 물에 빠진 어린 새, 도마뱀 등을 먹는다.